# Colette Fellous
Pour les articles homonymes, voir Fellous.
Colette Fellous, née en 1950 à Tunis, est une écrivaine française et personnalité de la radio.

## Biographie
Elle grandit à Tunis, où elle a sa première expérience de radio à 8 ans en visitant Radio Tunis avec sa classe. C'est également l'âge auquel elle subit des attouchements qu'elle relatera plus tard dans Kyoto Song. Elle fait ses études secondaires au lycée Carnot de Tunis. En 1967, alors que des émeutes en Tunisie viennent de cibler les juifs tunisiens dans le contexte de la guerre des Six Jours, elle vient à Paris à 17 ans faire des études de lettres modernes à la faculté des lettres de Paris . Cet épisode particulier sera le cœur de son livre Aujourd'hui (2005). A Paris, elle est actrice au théâtre des Quartiers d’Ivry, étudie de 1971 à 1975 à l'École pratique des hautes études, notamment avec Roland Barthes qui l'orientera vers l'écriture et aura sur elle une influence durable, et prépare une thèse sur Georges Bataille qu'elle abandonnera pour se consacrer à l'écriture. Elle publie ses premiers textes à partir de 1982. 
Elle a créé et dirige au Mercure de France la collection « Traits et portraits ». 
Depuis 1980, elle est productrice sur France Culture avec les émissions Nuits magnétiques de 1990 à 1999, puis Carnet nomade jusqu'en 2015.

## Comme écrivain
La plupart des récits de Colette Fellous sont de nature autobiographique mais sont présentés comme des romans ; ils explorent et recomposent ses cultures tunisienne et française, le passé et le présent et l'individuel et le collectif. Avenue de France (2001), Aujourd'hui (2005), écrit aux débuts de la guerre d'Irak qui lui rappelait les évènements tunisiens de 1967, et Plein été (2007) forment ainsi une trilogie dans laquelle elle relit son histoire. En 2017, après la mort d'Alain Nadaud et l'attentat de la plage de Sousse, elle publie Pièces détachées, livre de « tension féconde » où elle continue de visiter sa mémoire et celle de la Tunisie,. En 2020, elle approfondit le thème du pays natal avec Kyoto Song.
Son écriture, animée par la recherche de soi, mêle les styles poétiques, documentaires et autobiographiques. Elle a été comparée à celles de Marguerite Duras, avec laquelle elle partage certains éléments biographiques, et Nathalie Sarraute. Ses livres sont marqués par une forte iconophilie, outil du souvenir individuel et collectif, et l'évocation d'objets physiques comme accessoires de la mémoire, intégrés aux livres comme des descriptions textuelles ou des reproductions photographiques.

## Ouvrages
- Roma, Denoël, 1982
- Calypso, Denoël, 1987
- Guerlain, album, Denoël, 1987
- Rosa Gallica, Gallimard, 1989
- Frères et Sœurs, Julliard, 1992
- Midi à Babylone, Gallimard, 1994
- Le Petit Palais, Mille et une nuits, 1995
- Amor, Gallimard, 1997
- Le Petit Casino, Gallimard, 1999
- Avenue de France, Gallimard, 2001
- Ada, tu t'en souviens, n'est-ce pas ?, Inventaire/Invention, 2001
- Maria Maria, avec Paul Nizon, Maren Sell éditeurs, 2004
- Dernières Nouvelles de l'été, éd. Elyzad, Tunis, 2005[22]
- Aujourd'hui, Gallimard, 2005 ; prix Marguerite-Duras 2005
- Plein été, Gallimard, 2007
- Pour Dalida, Éditions Flammarion, 2010
- Un amour de frère, Gallimard, 2011
- La Préparation de la vie, Gallimard, 2014
- Pièces détachées, Gallimard, 2017
- Camille Claudel, Fayard, 2018
- Kyoto Song, Gallimard, 2020
- Le petit foulard de Marguerite D., Gallimard, 2022

## Comédienne
- 1974 : Le Festin de pierre de Jean-Baptiste Malartre d'après Molière, mise en scène de l'auteur, Studio d'Ivry
- 1974 : L’Éveil du printemps, de Frank Wedekind, mise en scène de Brigitte Jaques, au Théâtre Récamier, à Paris (Festival d'automne)
- 1975 : Le Baladin du monde occidental, de John Millington Synge, mise en scène de Brigitte Jaques, au Théâtre d'ivry et au Théâtre Renaud-Barrault

## Décoration
- Commandeur de l'ordre des Arts et des Lettres (2025)[23]

## Divers
- 1987 : Et si toute entière maintenant..., texte pour le conte symphonique de Luc Ferrari (Brise-Glace, Paris, ministère des Affaires étrangères, coll. « Regards croisés », 1987)prix Italia 1987